# Fama
Pour les articles homonymes, voir Fama (homonymie).

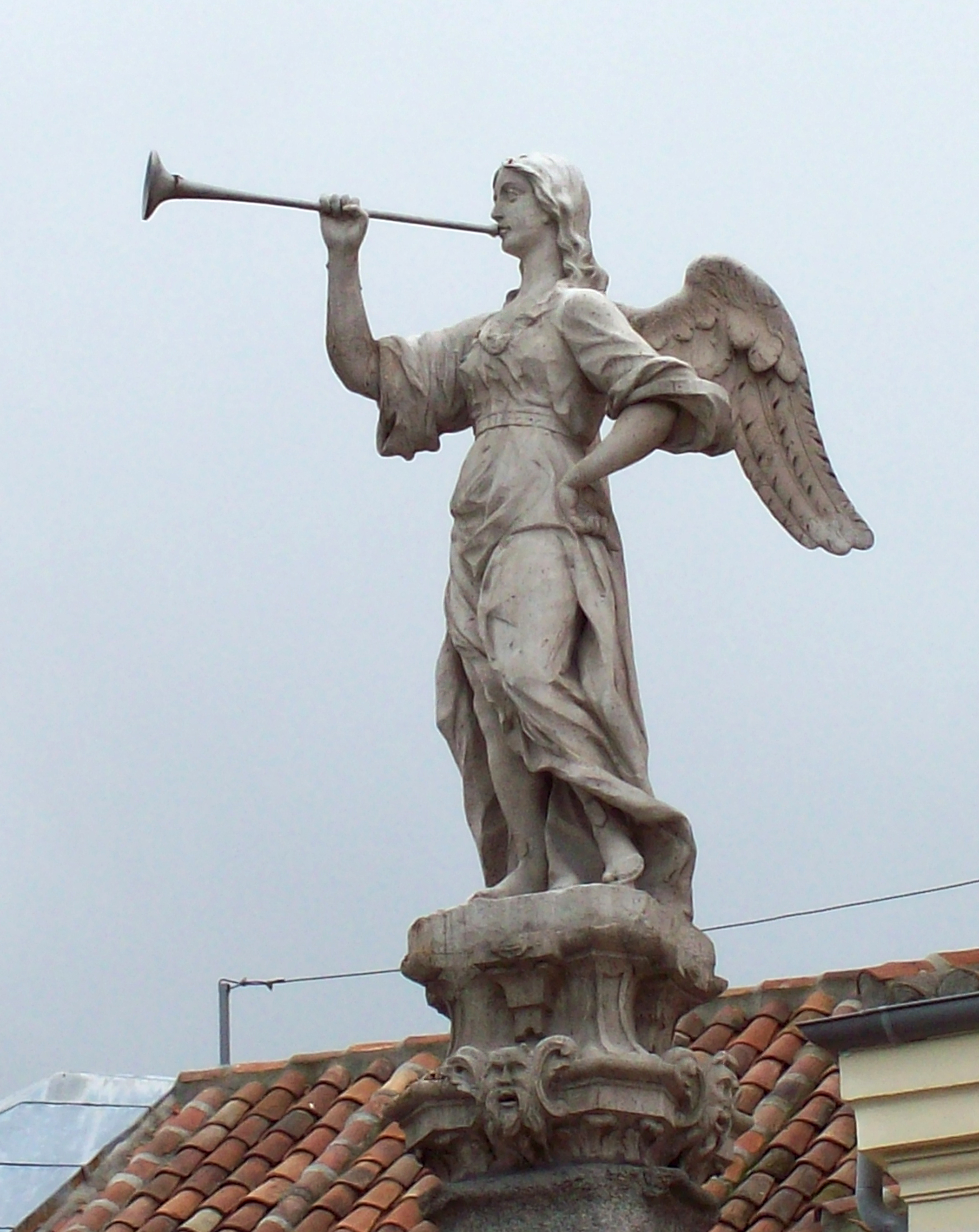
Fama (Juan Bautista, 1732).

Fama est une déesse romaine, correspondant à Pheme en Grèce antique. 

## Antiquité
Fille de Terra (la Terre) et sœur de Saturne, la Déesse Fama possède deux trompettes. Une courte consacrée aux ragots et une longue pour la renommée. 
Faisant toujours circuler les rumeurs, elle fit en sorte  que Didon soit mise au courant du départ d'Énée. Vénus l'employa pour colporter de fausses rumeurs aux oreilles des femmes de Lemnos, ce qui déclencha une bataille entre les hommes et les femmes de l'île. Ainsi Vénus obtint vengeance, car les habitants avaient délaissé son culte depuis que cette dernière avait trompé Vulcain avec Mars.
Néanmoins Fama, la Déesse de la Renommée, rend immortels les héros en ne laissant jamais mourir leur mémoire. Avec le temps, c'est cet aspect de Fama qui prédominera dans ses représentations.